# Dzianisz

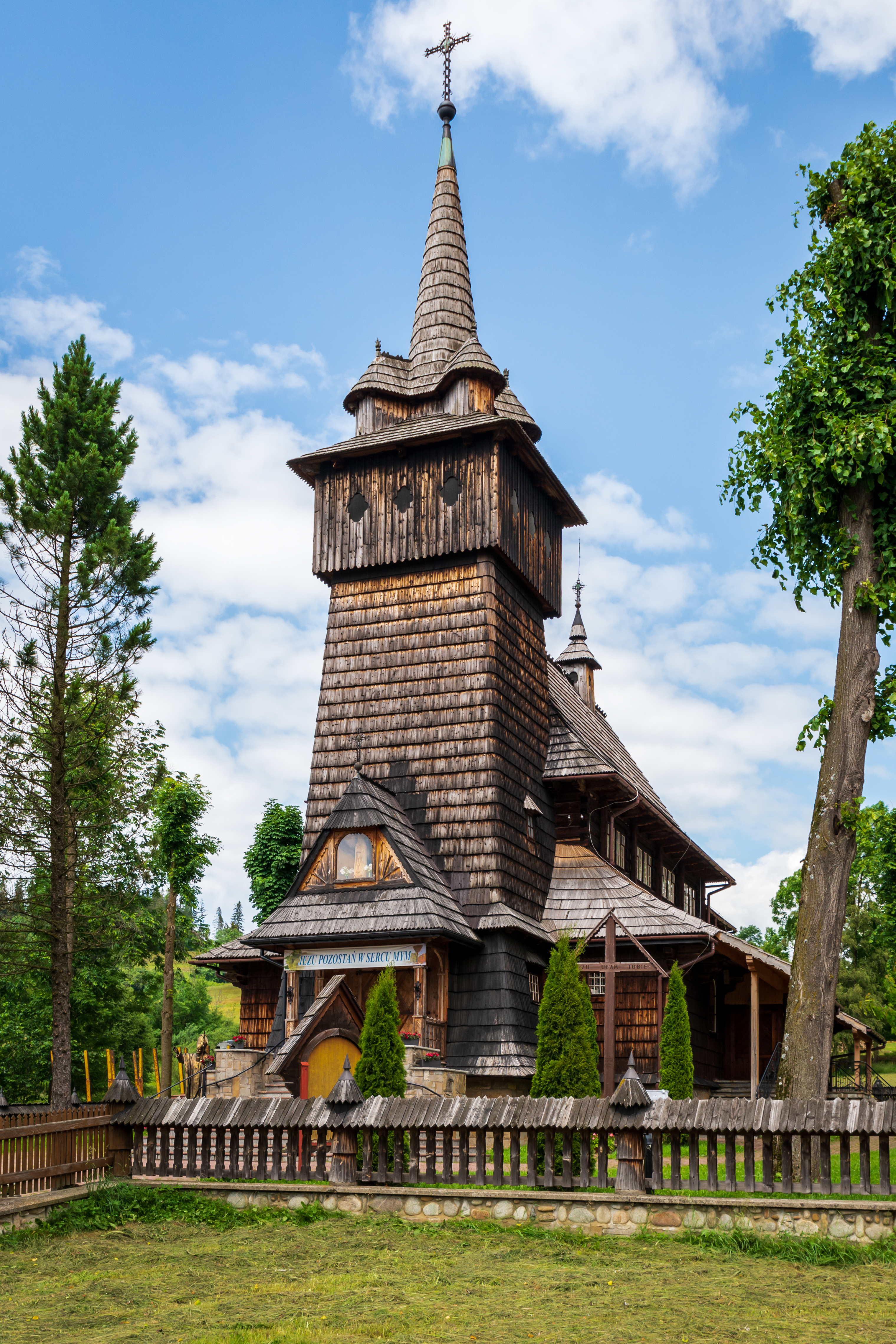
Kościół Matki Bożej Częstochowskiej w Dzianiszu

Dzianisz – wieś podhalańska w Polsce położona w województwie małopolskim, w powiecie tatrzańskim, w gminie Kościelisko.

## Położenie
Dzianisz znajduje się na Pogórzu Spisko-Gubałowskim, u północnych podnóży Palenicy Kościeliskiej (1183 m). Zabudowania i pola uprawne rozłożone są w dolinie Dzianiskiego Potoku, rejonie jego ujściu do Czarnego Dunajca, oraz na zboczach wznoszących się po obydwu stronach doliny Dzianiskiego Potoku: Iwański Wierch, Gruszków Wierch (1030 m), Tominów Wierch (1019 m), Ostrysz (1023 m).

## Części wsi
Integralne części wsi Dzianisz: Brzuchacze, Bugaj, Dziadularze, Gawrony, Gole, Gruszki, Kije, Klejki, Knupiarze, Kukulaki, Malce, Orawculin Brzeg, Pindele, Rąbanisko, Roje, Staszele, Styrczule, Świdronie, Tylki, Waconie, Zagrody Dolne, Zagrody Górne, Zwolenie, Żakówka.

## Historia
Miejscowość została lokowana w 1619 r. na prawie wołoskim przez starostę nowotarskiego Stanisława Witowskiego. Powstała na terenach pastwisk, należących do założonego niespełna 30 lat wcześniej Chochołowa.
W latach 1954–1961 wieś należała i była siedzibą władz gromady Dzianisz, po jej zniesieniu w gromadzie Witów. W latach 1975–1998 administracyjnie należała do województwa nowosądeckiego.

## Opis miejscowości
W Dzianiszu znajduje się drewniany kościół Matki Bożej Częstochowskiej, zbudowany w latach 1932–1937, zachowujący styl tradycyjnych kościołów podhalańskich oraz kamienna figura św. Barbary z 1772 roku.

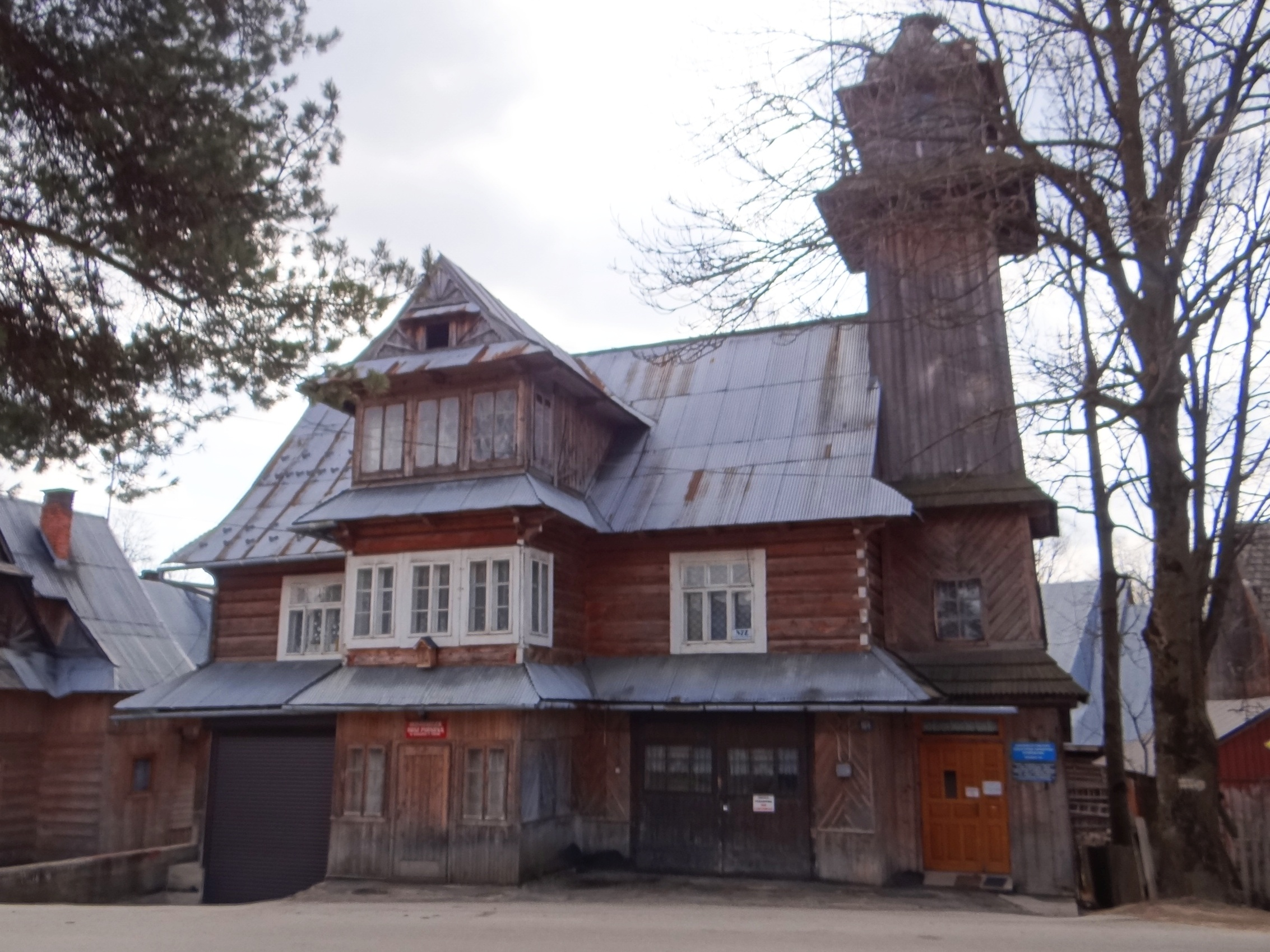
Remiza Osp Dzianisz Dolny
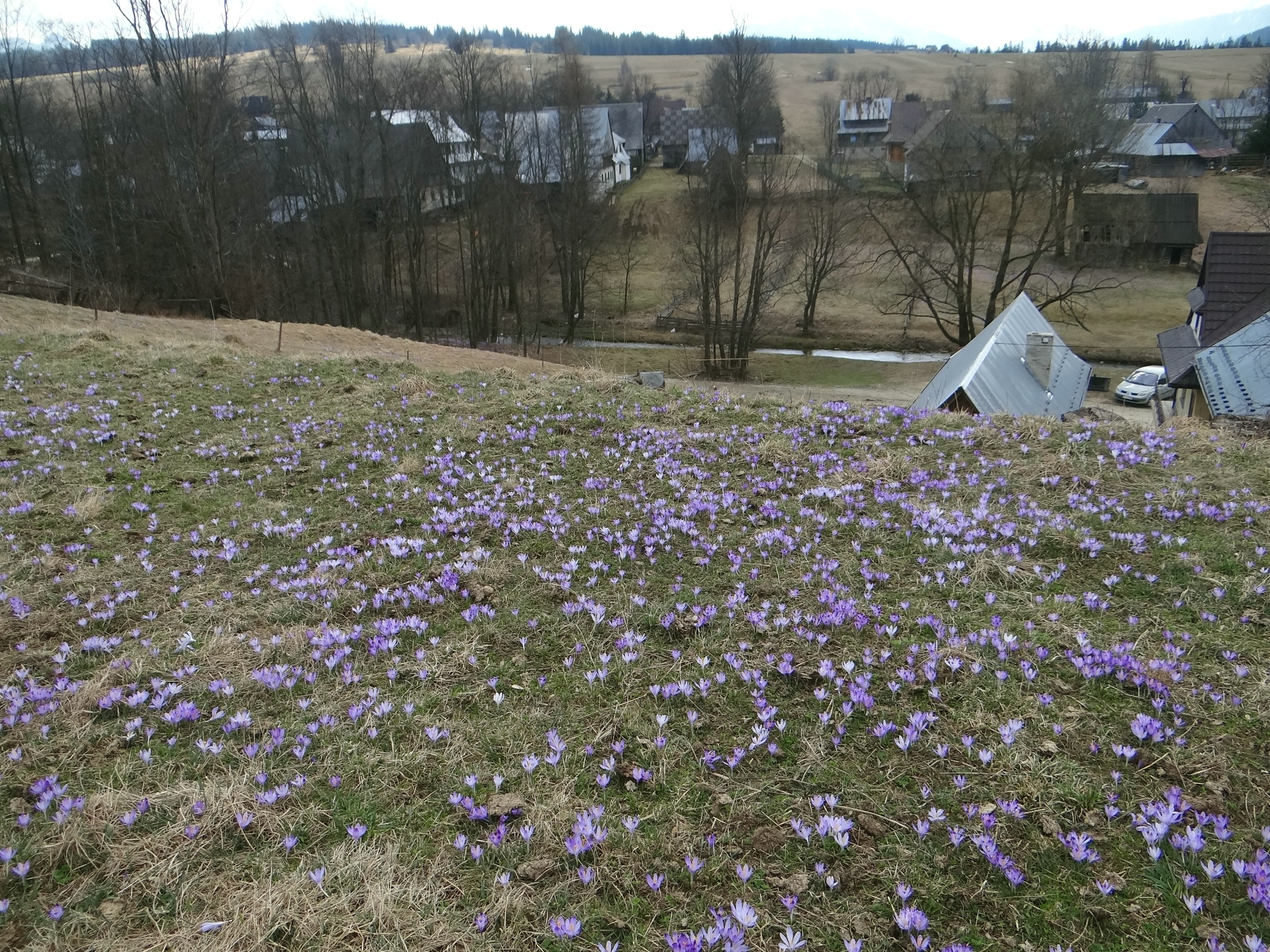
Krokusy wiosną
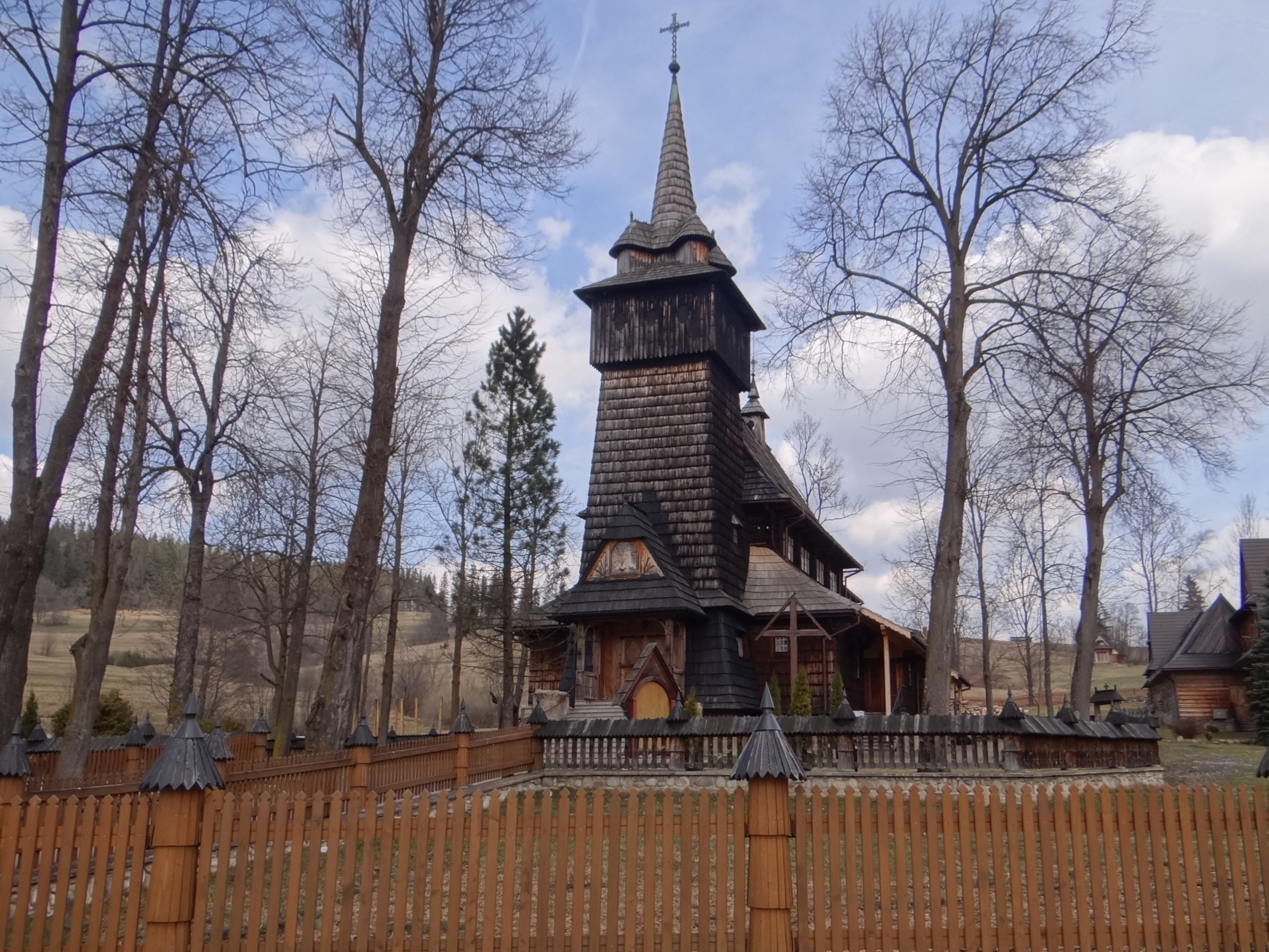
Drewniany kościół